# Ivan Mangjer
Dr Ivan Mangjer (Split, oko 1840. − 1919.) bio je hrvatski odvjetnik i političar. Obnašao je dužnost gradonačelnika od 1893. do 1897. godine, naslijedivši na dužnosti Gaju Filomena Bulata.
Otac je hrvatskog publicista i prosvjetno-kulturnog djelatnika Dušana Manđera.
Suosnivač je Hrvatskog sokola u Splitu. 1893. godine osnovali su ga uz Ivana Mangjera Mate Jankov, dr. Eduard Grgić, Filip Muljačić, Vinko Katalinić, dr. Vicko Mihaljević i Petar Stalio.
Jedan je od prvaka hrvatskog preporoda u Splitu. Dr Mangjer bio je među uglednicima koji su držali govore na skupovima hrvatskih domoljuba, unatoč autonomaško-iredentističkim prijetnjama.
Pašanac je talijanaškog političara Luigija Vjekoslava Ziliotta (čelnika Talijanske stranke u Dalmaciji i zadarskog gradonačelnika): Mangjerova supruga Luiga r. de Paitoni, sestra je supruga Lugija Vjekoslava Ziliotta, Marije. Druga Mangjerova svastika Julija r. de Paitoni supruga je hrvatskog preporodnog prvaka Natka Nodila.